# Giuse Maria Nguyễn Tùng Cương
Giuse Maria Nguyễn Tùng Cương (1919–1999) là một giám mục của Giáo hội Công giáo Rôma người Việt Nam. Ông nguyên là Giám mục chính tòa của Giáo phận Hải Phòng, đảm nhận chức vụ này trong 20 năm, từ năm 1979 đến khi qua đời vào năm 1999. Trong Hội đồng Giám mục Việt Nam, Nguyễn Tùng Cương là Tổng Thư ký Khóa I, kéo dài từ năm 1980 đến năm 1983. Khẩu hiệu giám mục của ông là "Hãy ra khơi".
Nguyễn Tùng Cương sinh tại Hà Nam trong một gia đình Công giáo. Sau quá trình tu học, cuối năm 1949, ông được truyền chức linh mục và được chọn làm linh mục phó xứ Hàm Long vào đầu năm 1950. Trong thời kỳ linh mục, Nguyễn Tùng Cương từng bước trở thành chánh xứ Hàm Long, Hạt trưởng Hạt Vĩnh Trị và trở thành Quản lý Nhà Chung Địa phận Hà Nội năm 1954.
Năm 1979, Nguyễn Tùng Cương được bổ nhiệm làm giám mục chính tòa Hải Phòng. Thời kỳ quản lý giáo phận Hải Phòng của giám mục Cương còn nhiều khó khăn, thiếu nhân sự. Ông cho tái thiết các cơ sở tôn giáo và đào tạo chủng sinh cho giáo phận. Sau 20 năm quản lý giáo phận, Nguyễn Tùng Cương qua đời năm 1999, thọ 80 tuổi.

## Thân thế, tu tập và thời kỳ linh mục
Nguyễn Tùng Cương sinh ngày 4 tháng 10 năm 1919 tại Giáo xứ Bút Đông, Giáo hạt Lý Nhân, Tổng giáo phận Hà Nội, có địa chỉ hành chính thuộc thôn Đông Nội, xã Châu Giang, huyện Duy Tiên (nay là phường Châu Giang, thị xã Duy Tiên), tỉnh Hà Nam. Thân phụ ông là ông Tín, giáo dân thường gọi là cụ cố Tín.
Năm 1931, cậu bé Nguyễn Tùng Cương bắt đầu đi theo con đường tu học. Sau quá trình tu học, ông được truyền chức linh mục 3 tháng 12 năm 1949 tại Hà Nội do Giám mục Jean Marie Mazé Kim chủ phong. Sau khi được truyền chức, linh mục Cương được bổ nhiệm đảm trách vai trò Phó xứ Hàm Long, Hà Nội từ năm 1950. Hai năm sau đó, ông trở thành linh mục chính xứ Hàm Long, kiêm linh mục Hạt trưởng Hạt Vĩnh Trị, Nam Định. Từ ngày 6 tháng 6 năm 1954, Nguyễn Tùng Cương đảm trách vai trò linh mục Quản lý Nhà chung Hà Nội.
Trong cương vị quản lý nhà chung, linh mục Nguyễn Tùng Cương nhiều lần bị triệu tập làm việc với chính quyền, có khi liên tục 21 ngày đêm. Sau mỗi lần làm việc, linh mục Cương trở nên xanh xao và phờ phạc. Giám mục Phanxicô Xaviê Nguyễn Văn Sang nhận định linh mục Nguyễn Tung Cương bị tra tấn về tinh thần. Sau mỗi lần kết thúc triệu tập, linh mục Cương thường đi xe máy đến cử hành thánh lễ tại giáo xứ Kẻ Sét.
Nguyễn Tùng Cương có nghĩa tử là Giuse Nguyễn Văn Yến, sau là Giám mục chính tòa Giáo phận Phát Diệm.

## Thời kỳ Giám mục
Ngày 10 tháng 1 năm 1979, Tòa Thánh tuyên bố bổ nhiệm linh mục Giuse Nguyễn Tùng Cương làm Giám mục chính tòa Giáo phận Hải Phòng, kế vị Giám mục Phêrô Maria Khuất Văn Tạo qua đời tháng 8 năm 1977. Lễ tấn phong giám mục của ông được tổ chức vào ngày 18 tháng 2 năm 1979 tại Nhà thờ chính toà Hà Nội do Tổng giám mục đô thành Tổng giáo phận Hà Nội Giuse Maria Trịnh Văn Căn chủ phong với hai vị phụ phong là giám mục phó Giáo phận Hưng Hóa Giuse Phan Thế Hinh và giám mục Giáo phận Bắc Ninh Phaolô Giuse Phạm Đình Tụng. Ông chính thức về nhận giáo phận Hải Phòng ngày 24 tháng 2 cùng năm. Tân giám mục chọn cho mình khẩu hiệu: Hãy ra khơi. Khẩu hiệu này một số người cho rằng giám mục Cương khuyến khích giáo dân vượt biên bằng đường biển.
Trong thời kỳ quản lý giáo phận Hải Phòng, Nguyễn Tùng Cương tiến hành cho tu sửa phần lớn các nhà thờ trong giáo phận, quan tâm đến việc huấn luyện chủng sinh và tìm tòi hướng đi mới cho Giáo phận trong nhiều mặt khác nhau. Có thời điểm khó khăn, giáo phận chỉ còn 4 linh mục, giám mục Cương đảm nhiệm nhiều vai trò cùng lúc: giám mục chính tòa, linh mục chính xứ nhà thờ chính tòa Hải Phòng, linh mục Quản lý, Thư ký cùng nhiều việc về đối ngoại của giáo phận. Giám mục Nguyễn Văn Sang kể lại kỉ niệm vui giữa ông và Giám mục Cương: "Khi ngài làm Giám mục Hải Phòng, thì tôi cũng đã được Tòa Thánh bổ nhiệm làm Giám mục Thái Bình. Tôi đã chọn ngài là cha linh hướng để bàn hỏi các ý kiến và cùng chia sẻ vui buồn với nhau. Mỗi lần tôi tới thăm ngài, cả hai chúng tôi đều tay bắt mặt mừng, cười nói ầm ĩ, khiến các cha trong nhà cũng phải kháo láo với nhau là: bố già Hải Phòng lại gặp bố già Thái Bình nên mới cười to như vậy."
Từ năm 1980 đến năm 1983, Nguyễn Tùng Cương đảm trách vai trò Tổng Thư ký Hội đồng Giám mục Việt Nam.
Giám mục Nguyễn Tùng Cương qua đời ngày 10 tháng 3 năm 1999 tại Hải Phòng. Hồng y, Tổng giám mục đô thành Tổng giáo phận Hà Nội Phaolô Giuse Phạm Đình Tụng và linh mục Lôrensô Phạm Hân Quynh – Tổng Đại diện Giáo phận Hải Phòng đã gửi điện sang Rôma báo tin buồn. Lễ an táng cho cố giám mục được tổ chức ngày 15 tháng 3 năm 1999 do Hồng y Phạm Đình Tụng chủ sự. Thi hài ông được an táng tại nhà thờ chính tòa Hải Phòng.
Trong vụ tranh chấp đất đai số 42 Nhà Chung vào năm 2008, nhiều thông tin cho rằng linh mục Nguyễn Tùng Cương, với vai trò Quản lý Nhà Chung đã ký xác nhận đồng ý hiến đất và các cơ sở cho chính quyền. Tuy vậy, giám mục Nguyễn Văn Sang cho rằng chỉ từng thấy bản kê khai các cơ sở tôn giáo và cho biết ông tin rằng thông tin hiến các cơ sở tôn giáo là không đúng sự thật và với vai trò Quản lý Nhà Chung, Nguyễn Tùng Cương không có quyền cho các tài sản của Giáo phận.

## Nhận xét
Hồng y tiên khởi của Việt Nam Giuse Maria Trịnh Như Khuê nói về Nguyễn Tùng Cương trong thời kì ông này là linh mục tại Tổng giáo phận Hà Nội:
| “ | Cha Cương rất là cứng đầu cứng cổ, nhưng tôi rất thích, vì sự cứng rắn của cha Cương có thể đem lại lợi ích cho địa phận, vì thế tôi đặt Cha Cương làm quản lý Nhà chung Hà Nội, để Cha ra chính quyền "cãi cọ" sinh ích cho giáo phận. | ” |

Giám mục Giáo phận Thái Bình Phanxicô Xaviê Nguyễn Văn Sang đã nhận xét ông: 
| “ | Ngài là một vị linh mục khôn ngoan chín chắn. | ” |

## Tông truyền
Giám mục Giuse Maria Nguyễn Tùng Cương được tấn phong giám mục năm 1979, thời Giáo hoàng Gioan Phaolô II, bởi:
- Chủ phong: Tổng giám mục đô thành Tổng giáo phận Hà Nội Giuse Maria Trịnh Văn Căn.
- Hai vị phụ phong: Giám mục chính tòa Giáo phận Bắc Ninh Phaolô Giuse Phạm Đình Tụng và Giám mục phó Giáo phận Hưng Hóa Giuse Phan Thế Hinh.

Giám mục Giuse Maria Nguyễn Tùng Cương là Giám mục Phụ phong trong nghi thức truyền chức của các giám mục:
- Năm 1979, Giuse Maria Đinh Bỉnh, hiện là cố giám mục chính tòa Giáo phận Thái Bình.
- Năm 1981, Phanxicô Xaviê Nguyễn Văn Sang, hiện là cố giám mục chính tòa Giáo phận Thái Bình.
- Năm 1981, Giuse Trịnh Chính Trực, hiện là cố giám mục chính tòa Giáo phận Ban Mê Thuột.
- Năm 1988, Giuse Nguyễn Văn Yến, hiện đang là nguyên giám mục chính tòa Giáo phận Phát Diệm.
- Năm 1989, Giuse Maria Nguyễn Quang Tuyến, hiện là cố giám mục chính tòa Giáo phận Bắc Ninh.
- Năm 1992, Phaolô Maria Cao Đình Thuyên, hiện là cố giám mục chính tòa Giáo phận Vinh.

## Hình ảnh khác

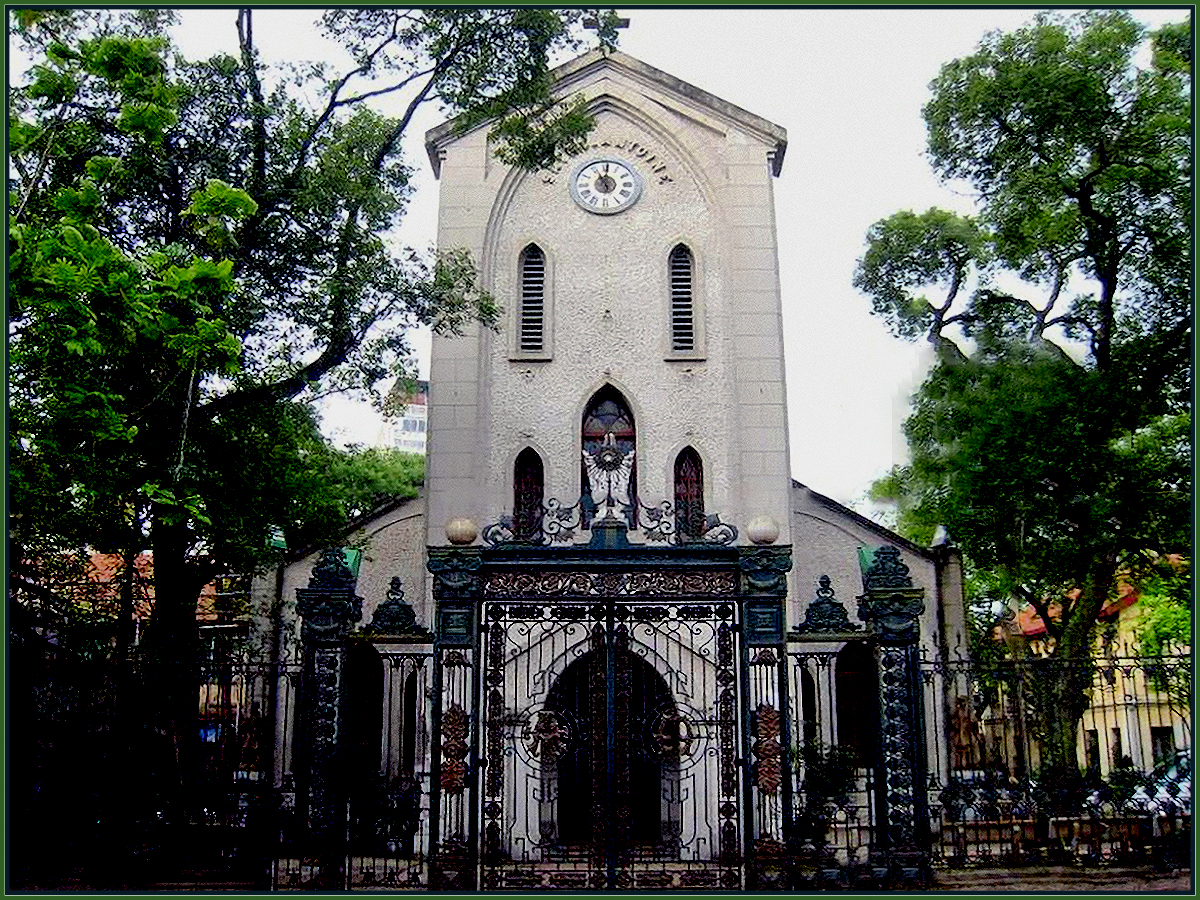
Nhà thờ Giáo xứ Hàm Long (nơi ông làm chánh xứ năm 1952 – 1954)